# Rimicola muscarum
Rimicola muscarum är en fiskart som först beskrevs av Seth Eugene Meek och Charles J. Pierson, 1895.  Rimicola muscarum ingår i släktet Rimicola och familjen dubbelsugarfiskar. Inga underarter finns listade i Catalogue of Life.